# 이우치다니촌
이우치다니촌(井内谷村)은 도쿠시마현 미요시군에 설치되었던 촌이다. 현재의 미요시시에 해당한다.